# 長野県若槻養護学校
長野県若槻養護学校（ながのけん わかつきようごがっこう）は、長野県長野市にある公立養護学校。略称は「若養」。隣接する東長野病院と連携し、病弱児を対象とした教育を行っている。

## アクセス
- 東長野病院裏に所在。
  - 長電バス 1系統東長野病院線 終点「東長野病院」下車 徒歩約3分
  - しなの鉄道北しなの線三才駅下車 徒歩約10分

## 沿革
- 1956年（昭和30年） - 若槻小・中学校養護教育として授業開始。
- 1971年（昭和46年） - 長野県若槻養護学校として開校。小学部、中学部、のぞみ部を設置。
- 2004年（平成16年）4月 - 高等部設置。
- 2005年（平成17年）4月 - 訪問教育部設置。

## 学科
- 小学部
- 中学部
- 高等部
- のぞみ部（重心部）
- 訪問教育部